# Rue Dupont-des-Loges (Nancy)
Pour les articles homonymes, voir Rue Dupont-des-Loges.
La rue Dupont-des-Loges est une voie de la commune de Nancy, sise au sein du département de Meurthe-et-Moselle, en région Lorraine.

## Situation et accès
La rue Dupont-des-Loges, d'une direction générale nord-sud, est sise à proximité du parc Sainte-Marie, au sud-ouest du ban communal de la ville de Nancy, elle appartient administrativement au quartier Mon Désert - Jeanne d'Arc - Saurupt - Clemenceau.
Elle est entrecoupée par les rues Pasteur et de Mon-Désert. L'extrémité méridionale de la rue Dupont-des-Loges, en impasse, comprend une entrée du Parc Sainte-Marie voisin. La voie est prolongée au nord par la rue Kléber, en direction de la place de la Commanderie.

## Origine du nom
La rue est nommée d'après le nom de Dupont des Loges, ecclésiastique alsacien.

## Historique
Cette rue est ouverte en 1896 dans les terrains de M. Génin, sous le nom de « rue de Biskra » avant de prendre sa dénomination actuelle le 11 juin 1903.